# Épieds-en-Beauce
Épieds-en-Beauce ist eine französische Gemeinde mit 1.446 Einwohnern (Stand: 1. Januar 2022) im Département Loiret in der Region Centre-Val de Loire; sie gehört zum Arrondissement Orléans und zum Kanton Meung-sur-Loire. Die Einwohner werden Spicaciens genannt.

## Geographie
Épieds-en-Beauce liegt etwa 22 Kilometer westnordwestlich von Orléans in der Beauce. Umgeben wird Épieds-en-Beauce von den Nachbargemeinden Villamblain im Norden und Nordwesten, Tournoisis im Norden und Nordosten, Saint-Sigismond im Osten und Nordosten, Gérmigny im Osten, Coulmiers im Südosten, Charsonville im Süden und Südwesten sowie Beauce la Romaine mit Prénouvellon im Westen.

## Bevölkerungsentwicklung
| Jahr                       | 1962 | 1968 | 1975 | 1982 | 1990 | 1999 | 2006 | 2018 |
| Einwohner                  | 955  | 862  | 861  | 932  | 1028 | 1036 | 1330 | 1435 |
| Quellen: Cassini und INSEE |      |      |      |      |      |      |      |      |

## Sehenswürdigkeiten
- Kirche Saint-Privat, Ende des 19. Jahrhunderts erbaut
- Dolmen Pierres Fenats aus dem Neolithikum, seit 1879 Monument historique

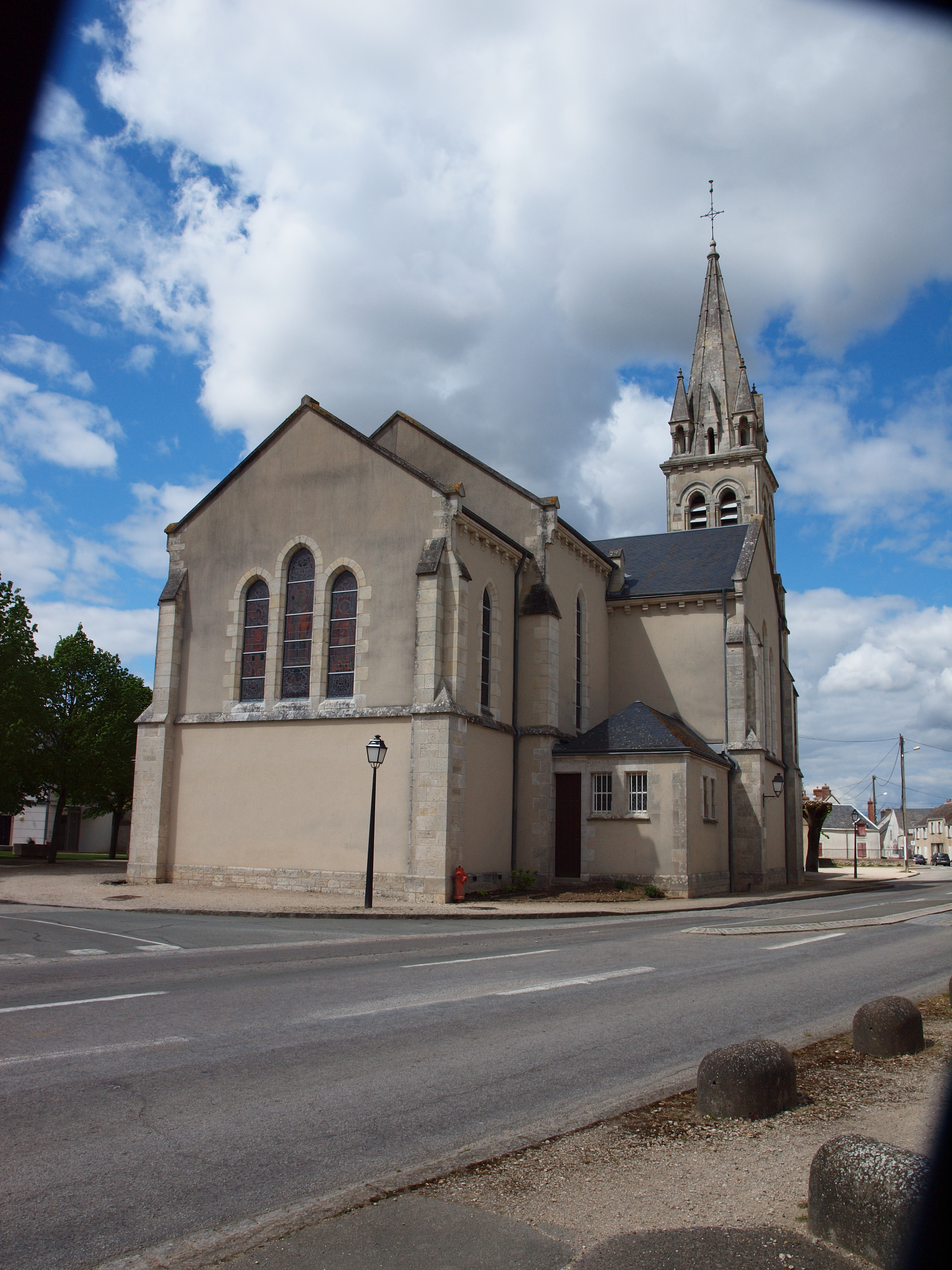
Kirche Saint-Privat
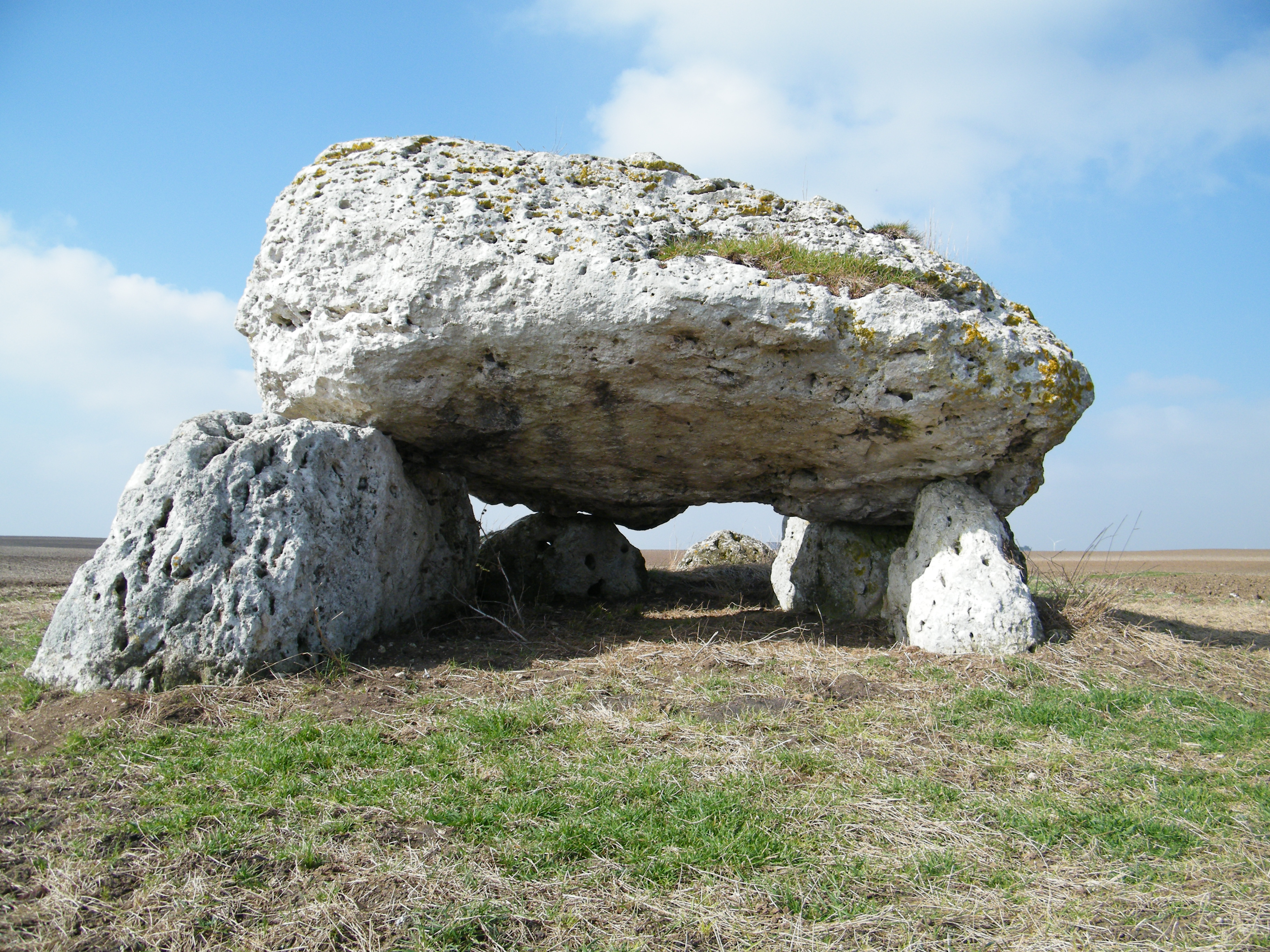
Dolmen von Coulmiers